# Farquhar Buzzard
Edward Farquhar Buzzard, primer barón de Munstead Grange, KCVO, FRCP (20 de diciembre de 1871 - 17 de diciembre de 1945) fue un prominente médico británico, que ostentó el cargo de Regius Profesor of Medicine (Regio profesor de Medicina) en la Universidad de Oxford (1928-1943). 
Fue hijo de Thomas Lovell Buzzard y su esposa Isabel Wass. Educado en Charterhouse y Christchurch, en Oxford. Durante su carrera fue médico consultor en el Hospital Saint Thomas de Londres; conferencista en las Goulstonian Lectures de 1907 en el Real Colegio de Médicos de Londres; médico en el Hospital Belgrave para niños, el Hospital Nacional de paralíticos y epilépticos y el Royal Free Hospital de Londres; Miembro del Real Colegio de Médicos; conferencista en la Sociedad Médica de Londres en 1926; y Presidente de la Asociación Médica Británica entre 1936 y 1937.
Obtuvo el grado de Coronel Honorario al servicio de la Royal Army Medical Corps y fue nombrado Caballero Comandante de la Real Orden Victoriana (KCVO) en 1927. Dos años más tarde fue nombrado barón de Munstead Grange en la parroquia de Godalming en el condado de Surrey. Fue el médico del rey Jorge V del Reino Unido entre 1932 y 1936, y de Eduardo VIII en 1936. Fue médico adicional de Jorge VI del Reino Unido en 1937. 
Se casó con May, hija de Edward Bliss, el 21 de marzo de 1899, tuvieron dos hijos y tres hijas. Murió en diciembre de 1945, a los 73 años de edad, y fue sucedido en el título nobiliario por su hijo, Sir Anthony W. Buzzard, quien se convirtió en contraalmirante de la Marina Real Británica.

## Lectura adicional
- Frank Honigsbaum, Buzzard, Sir (Edward) Farquhar, first baronet (1871–1945) en: Oxford Dictionary of National Biography (Oxford University Press, 2004)
- Alexander Macdougall Cooke, Sir E. Farquhar Buzzard, Bt., K.C.V.O., D.M., F.R.C.P: An appreciation ISBN 0950441406

- Datos: Q3048515